# Akköy, Termal
Akköy là một xã thuộc huyện Termal, tỉnh Yalova, Thổ Nhĩ Kỳ. Dân số thời điểm năm 2010 là 1.707 người.